# Paulin d'York
Vous lisez un « bon article » labellisé en 2010.
Pour les articles homonymes, voir Paulin.
Paulin ou Paulinus (mort le 10 octobre 644) est un missionnaire romain et le premier évêque d'York.
Membre de la mission envoyée par le pape Grégoire Ier pour convertir les Anglo-Saxons, Paulin débarque en Angleterre en 604. Après quelques années passées dans le Kent, il est sacré évêque, probablement en 625, et accompagne la princesse Æthelburg de Kent en Northumbrie, où elle épouse le roi Edwin. Paulin réussit à convertir Edwin et un certain nombre de ses sujets au christianisme et construit plusieurs églises en Northumbrie. Après là mort d'Edwin en 633, il fuit la région avec Æthelburg et retourne dans le Kent, où il occupe jusqu'à sa mort le poste d'évêque de Rochester.
Paulin est vénéré comme saint par les catholiques et les anglicans. Il est fêté le 10 octobre.

## Biographie

### Origines
Paulin est un moine romain, probablement d'origine italienne, envoyé au royaume de Kent par le pape Grégoire le Grand en 601. Il arrive en Angleterre en 604, avec le second groupe de missionnaires chargé de convertir les Anglo-Saxons au christianisme.
Paulin reste dans le Kent jusqu'en 625, sans que l'on sache bien ce qu'il y fait. Il est sacré évêque par l'archevêque de Cantorbéry Juste le 21 juillet 625, et accompagne la princesse Æthelburg, sœur du roi Eadbald de Kent, en Northumbrie. Æthelburg doit épouser le souverain païen de ce royaume, Edwin, mais l'une des conditions du mariage est qu'elle puisse rester chrétienne et pratiquer librement son culte. D'après Bède le Vénérable, qui écrit au début du VIIIe siècle, Paulin doit célébrer l'office pour la nouvelle reine de Northumbrie, mais il souhaite également convertir ses sujets au christianisme.
La chronologie de Bède pose cependant quelques problèmes. En effet, certaines des lettres papales adressées à Edwin qui nous sont parvenues, l'exhortant à se convertir, laissent supposer qu'Eadbald ne s'était lui-même converti que peu avant au christianisme, ce qui contredit Bède. Selon les historiens David Peter Kirby et Henry Mayr-Harting, Paulin (encore simple prêtre) et Æthelburg seraient partis pour la Northumbrie avant 624, et Paulin serait retourné par la suite au Kent pour y être sacré. Un autre historien, Peter Hunter Blair, estime quant à lui que le mariage a eu lieu avant 625, mais qu'Æthelburg n'a rejoint son mari qu'en 625. Si les propositions de Kirby se confirment, la date de consécration de Paulin doit être repoussée d'un an, soit le 21 juillet 626.
Bède décrit Paulin comme « un homme de grande taille, un peu courbé, aux cheveux noirs et au visage fin, avec un nez fin et crochu, d'allure à la fois vénérable et imposante ». Cette description lui vient probablement de Jacques le Diacre, un proche de Paulin encore en vie à l'époque de Bède.

### Évêque d'York

L'Angleterre vers 600.

Selon Bède le Vénérable, lorsque Paulin annonce au roi Edwin que la naissance de sa fille Eanflæd, le jour de Pâques 626, est une réponse divine à ses prières, celui-ci promet de se convertir au christianisme et d'autoriser le baptême de sa fille s'il parvient à vaincre le royaume du Wessex, dont le souverain vient de commanditer une tentative d'assassinat à son encontre. Bien que victorieux, Edwin ne respecte pas sa promesse, et ce sont les révélations de Paulin sur un rêve qu'Edwin aurait fait durant sa jeunesse, à la cour du roi Rædwald d'Est-Anglie, qui finissent par le décider. Selon Bède, dans ce rêve, un étranger aurait prophétisé que le pouvoir reviendrait à Edwin dès lors qu'une personne lui poserait une main sur la tête. Alors que Paulin expliquait le rêve à Edwin, il aurait posé sa main sur la tête du roi, constituant la preuve dont il avait besoin. Selon une hagiographie du pape Grégoire le Grand datant de la fin du VIIe siècle, Paulin serait même l'étranger de cette vision ; si cette affirmation est exacte, Paulin aurait donc séjourné quelque temps à la cour de Rædwald, un élément absent des récits de Bède.
Il est cependant peu probable qu'un événement surnaturel et la force de persuasion de Paulin aient suffi à convertir Edwin. L'attitude de l'aristocratie, convaincue par Paulin, et les lettres du pape Boniface V l'exhortant à se convertir semblent avoir joué un rôle crucial dans la décision du roi. Edwin et nombre de ses suivants sont finalement baptisés à York en 627. Une légende relate le séjour de Paulin avec Edwin et Æthelburg à Yeavering, durant lequel il aurait passé trente-six jours à baptiser les nouveaux convertis. L'activité de Paulin s'étend jusqu'au royaume de Lindsey voisin.

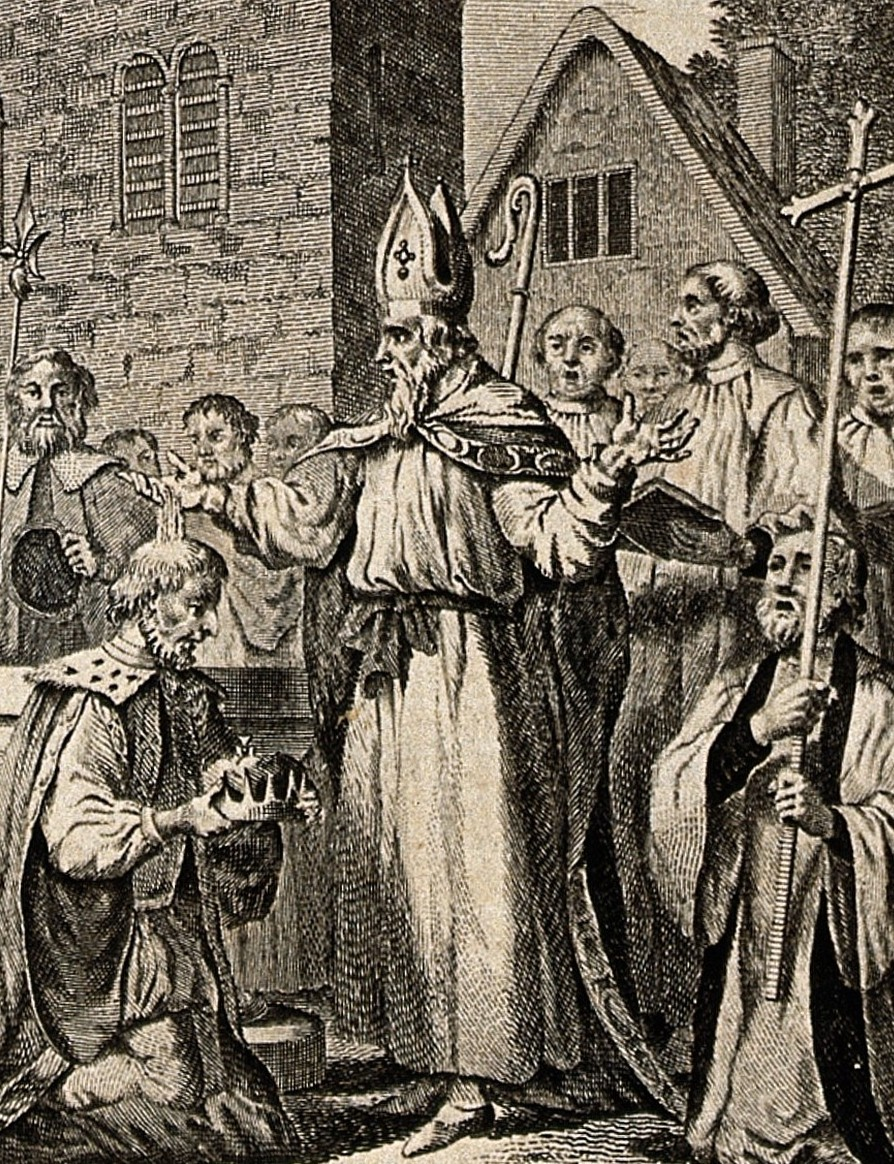
Le baptême d'Edwin par Paulin (gravure d'Anthony Walker, XVIIIe siècle).

Paulin établit son église à York, ville devant accueillir le deuxième évêché métropolitain d'Angleterre selon les projets du pape Grégoire le Grand. Bien que construite en pierre, cette église n'a jamais été retrouvée. Paulin est également à l'origine de la construction de plusieurs églises sur les terres royales. Celle de Lincoln correspond à l'actuelle église Saint-Paul-dans-le-Bail.
Hilda, future fondatrice de l'abbaye de Whitby, fait partie des personnes baptisées par Paulin, de même qu'Eanflæd, la fille d'Edwin, qui succède à Hilda comme abbesse de Whitby. En tant que seul évêque romain en Angleterre, c'est également Paulin qui sacre archevêque de Cantorbéry un autre membre de la mission grégorienne, Honorius, après la mort de Juste, entre 628 et 631.

### Évêque de Rochester

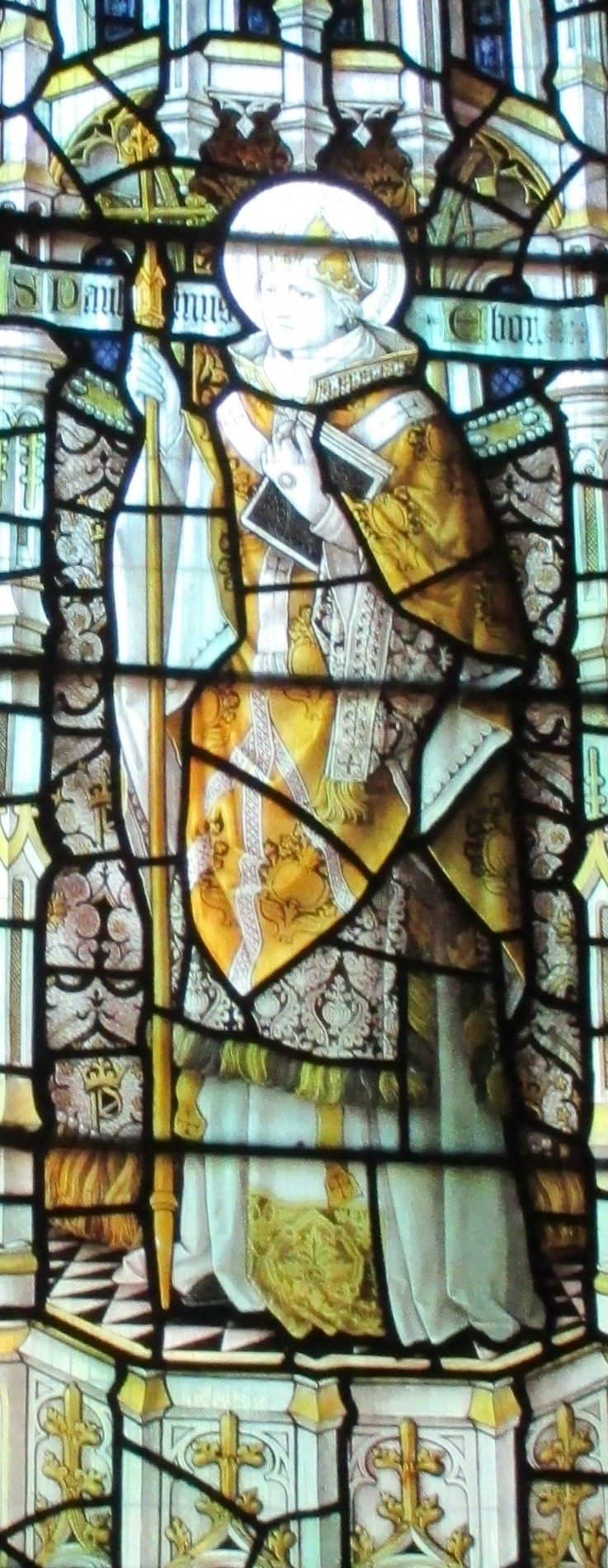
Vitrail de Paulin à la cathédrale Saint-Pierre de Lancaster.

Le 12 octobre 633, Edwin est vaincu et tué par les Gallois lors de la bataille de Hatfield Chase. La date exacte de cette bataille reste sujette à caution : dans une lettre datée de juin 634, le pape Honorius Ier écrit à Paulin et à l'archevêque Honorius pour les informer qu'il va leur envoyer un pallium à chacun, mais il ne fait aucune allusion à la mort d'Edwin, neuf mois après la date supposée de la bataille. Pour l'historien David Peter Kirby, cet élément tend à prouver que la bataille s'est en réalité déroulée en 634.
La défaite et la mort d'Edwin entraînent la division de son royaume. Sa veuve Æthelburg décide de retourner au Kent en emmenant avec elle son fils et sa fille, ainsi que l'un des petits-fils d'Edwin. Paulin l'accompagne, mais laisse derrière lui son diacre, Jacques, qui tente dès lors de poursuivre l'évangélisation de la région, bien que les successeurs d'Edwin aient choisi de retourner au paganisme,. Pour plus de sécurité, les deux garçons sont envoyés sur le continent, à la cour du roi des Francs Dagobert, tandis qu'Æthelburg, sa fille Eanflæd et Paulin restent dans le Kent. Ce dernier se voit offrir l'évêché de Rochester, qu'il dirige jusqu'à sa mort. Le pallium envoyé par le pape ne lui parvient qu'après son départ d'York, et s'avère donc inutile.

### Mort et vénération
Paulin meurt le 10 octobre 644 à Rochester,. Ithamar lui succède ; il est le premier évêque d'origine anglo-saxonne à accéder à un évêché issu de la mission grégorienne. Paulin est inhumé dans la sacristie de l'église de Rochester. Après sa mort, il est vénéré comme saint, reconnu par l'Église catholique et plus tard par l'Église d'Angleterre qui le fêtent toutes deux le 10 octobre,. Ses reliques sont translatées après la construction d'une nouvelle église à Rochester en 1080. Plusieurs sanctuaires lui sont dédiés à Cantorbéry, et au moins cinq églises lui sont consacrées. Cependant, son culte à Rochester ne semble avoir pris son essor qu'après la conquête normande de l'Angleterre.
Les efforts missionnaires de Paulin restent difficiles à évaluer. Si l'on suit Bède, sa mission en Northumbrie a été un succès, mais peu d'éléments vont dans ce sens, et il est plus probable que les efforts de Paulin soient restés en majeure partie inefficaces : après la mort d'Edwin, son successeur Osric abjure la nouvelle foi et retourne au paganisme. Néanmoins, Hilda reste chrétienne et devient même l'abbesse de l'influente abbaye de Whitby. Ce n'est que grâce aux missionnaires irlandais invités par le roi Oswald, quelques années plus tard, que la Northumbrie est convertie pour de bon au christianisme.